# Gold Box
Gold Box è il motore grafico di una serie di videogiochi di ruolo prodotti dalla SSI. La compagnia ottenne una licenza per produrre giochi basati sulla seconda edizione del gioco di ruolo Advanced Dungeons & Dragons della TSR Questi giochi condividevano un motore di gioco comune noto come Gold Box (lett. "scatola d'oro") dal colore dorato delle confezioni in cui la maggior parte dei giochi erano distribuiti.

## Storia
Nel 1985 la TSR vedendo il successo della serie Ultima offrì la licenza per lo sviluppo di giochi basati su Advanced Dungeons & Dragons agli sviluppatori di videogiochi. Dieci compagnie, tra cui la Electronic Arts e Sierra Entertainment, si applicarono per la licenza. Joel Billings, presidente della SSI, acquisì la licenza adalla TSR nel 1987, chiudendo la trattativa principalmente grazie alla loro esperienza nel wargame e ad una visione più ampia. Lo sviluppo della Gold Box e dei giochi originali venne gestito dalla SSI Chuck Kroegel e da George MacDonald. Le versioni più recenti furono prodotte dalla Victor Penman e Ken Humphries.
Il primo gioco prodotto fu Pool of Radiance, pubblicato nel 1988 e ambientato nei Forgotten Realms. Questo venne seguito da Curse of the Azure Bonds (1989), Secret of the Silver Blades (1990) e Pools of Darkness (1991), questi giochi formavano un'unica storia che partiva dalla un tempo gloriosa città di Phlan e che andava a comprendere l'intera regione della Moonsea Reaches e quattro piani esterni. Una serie di romanzi pubblicati dalla TSR con gli stessi titoli seguiva parallelamente le storie del videogioco. I quattro titoli originali furono sviluppati internamente dalla SSI e furono quelli di maggior successo della serie Gold Box, dando inizio a un periodo di rapida crescita della ditta.
I primi giochi della serie erano giocabili sull'Apple IIe, l'Apple Macintosh, il Commodore 64, l'Amiga e il PC IBM. Gli ultimi furono pubblicati solo per Macintosh, Amiga e PC IBM.
Quando la SSI iniziò a lavorare sul motore per Dark Sun nel 1990 lo sviluppo della serie Savage Frontier venne passata allo casa di sviluppo Stormfront Studios. La Stormfront realizzarono il loro primo titolo della serie Gold Box con Gateway to the Savage Frontier (1991), ambientato in Neverwinter, molto lontano dai giochi precedenti in Myth Drannor. Gateway divenne il quarto gioco della serie Gold Box a ottenere il primo posto nelle classifiche di vendita.
Negli anni ottanta tutti i giochi di ruolo online erano MUD testuali che descrivevano l'azione nello stile di Rogue o di Adventure. Da diversi anni, Don Daglow della Stormfront aveva progettato giochi per AOL e la nuova alleanza di SSI, TSR, America On-Line e Stormfront portò allo sviluppo di Neverwinter Nights, il primo MMORPG grafico, che venne gestito dalla AOL dal 1991 al 1997. NWN fu un'implementazione multigiocatore del motore Gold Box, e per cinque anni fu il videogioco più popolare di AOL, preparando la strada per i successivi successi di Ultima Online (1997) e Everquest (1999).
Dark Sun avrebbe dovuto rimpiazzare l'ormai vecchio Gold Box con il suo primo gioco, Dark Sun: Shattered Lands nel 1992, ma il nuovo motore non era ancora a punto quando Shattered Lands fu pubblicato nel 1994. Con le vendite dei prodotti basati su Gold Box in calo dopo sei anni di successi, le perdite assorbite dalla SSI nei due anni di ritardo giocarono un ruolo critico nella sua vendita alla Mindscape nel 1994.
Nel 1993 venne pubblicato Forgotten Realms: Unlimited Adventures, un editor che permette ai giocatori di creare proprie storie usando una versione del motore Gold Box. Comunque l'interesse nella serie stava ormai calando.

## Caratteristiche
Il motore di gioco Gold Box ha due modalità di gioco. Al di fuori della creazione del personaggio lo schermo mostra l'interazione testuale dei personaggi, il nome e stato corrente dei membri del gruppo, una finestra che mostra la zona geografica dove si trova il gruppo e dei ritratti piccoli o grandi dei personaggi o degli eventi in corso. Durante i frequenti combattimenti si passa allo schermo di combattimento nel quale le icone dei personaggi possono muoversi in giro, lanciare incantesimi o attaccare le icone che rappresentano gli avversari. Tutti i giochi comprendono generalmente lunghi dungeon crawl e sono principalmente incentrati sul combattimento piuttosto che sull'interpretazione del personaggio.
I giochi sono generalmente organizzati in una serie all'interno della quale è possibile trasferire i personaggi che hanno terminato un gioco al successivo della serie. Inoltre i personaggi di Pool of Radiance possono essere importati in Hillsfar, un gioco basato su un motore differente, e quindi esportati in Curse of the Azure Bonds. Il sistema nel tempo venne migliorato aggiungendo più colori, una grafica più dettagliata, ulteriori classi di personaggio e nuove storie.

## Videogiochi
- La serie Pool of Radiance, ambientata nei Forgotten Realms (sviluppata internamente dalla SSI):
  - Pool of Radiance (1988)
  - Curse of the Azure Bonds (1989)
  - Secret of the Silver Blades (1990)
  - Pools of Darkness (1991)
  - Forgotten Realms Unlimited Adventures (1993)
- La serie Savage Frontier, ambientata nei Forgotten Realms (sviluppata dai Stormfront Studios):
  - Gateway to the Savage Frontier (1991)
  - Treasures of the Savage Frontier (1992)
  - Neverwinter Nights, il primo MMORPG grafico, per AOL (1991)
- La serie Dragonlance, ambientata nell'omonima ambientazione, (sviluppata internamente dalla SSI):
  - Champions of Krynn (1990)
  - Death Knights of Krynn (1991)
  - The Dark Queen of Krynn (1992)
- La serie Buck Rogers:
  - Buck Rogers: Countdown to Doomsday (1990)
  - Buck Rogers: Matrix Cubed (1992)
- Spelljammer: Pirates of Realmspace (1992)

## Raccolte
- Advanced Dungeons and Dragons: Limited Edition Collector's Set (1990, DOS, C64, Amiga, SSI): una raccolta dei primi titoli per AD&D inclusi molti giochi Gold Box.
- Advanced Dungeons and Dragons: Collectors Edition (1994, DOS, WizardWorks): una raccolta di tutti i Gold Box, a parte minus Forgotten Realms Unlimited Adventures e la serie Buck Rogers.
- Advanced Dungeons & Dragons Collector's Edition Vol. 3 (1994, DOS): raccolta di Gateway to the Savage Frontier, Pools of Darkness e Treasures of the Savage Frontier
- Fantasy Fest! (1994, DOS, SSI): una raccolta di diversi giochi basati su AD&D, incluso Forgotten Realms Unlimited Adventures.
- Dungeons & Dragons Ultimate Fantasy (1995, DOS, Slash): una raccolta di diversi giochi basati su AD&D, incluso Forgotten Realms Unlimited Adventures.
- The Forgotten Realms Archives (1997, DOS/WIN, Interplay): una raccolta di giochi della SSI basati su Forgotten Realms, inclusi quelli della serie Gold Box.
- Gamefest: Forgotten Realms Classics (2001, DOS/WIN, Interplay): una raccolta di giochi della SSI basati su Forgotten Realms, inclusi quelli della serie Gold Box.